# 普雷布瓦
普雷布瓦（法語：Prébois，法語發音：[pʁebwa]）是法国伊泽尔省的一个市镇，位于该省南部，属于格勒诺布尔区。

## 地理
普雷布瓦（44°47'22"N, 5°41'42"E）面积16.03 平方千米，位于法国奥弗涅-罗讷-阿尔卑斯大区伊泽尔省，该省份为法国东南部内陆省份，北起顺时针与安省、萨瓦省、上阿尔卑斯省、德龙省、阿尔代什省、卢瓦尔省和罗讷省。
与普雷布瓦接壤的市镇（或旧市镇、城区）包括：特列沃地区圣莫里斯、特雷米尼、特列沃地区科尔尼永、拉莱、芒斯、莫内斯捷迪佩尔西、勒佩尔西、圣博迪耶和皮佩。

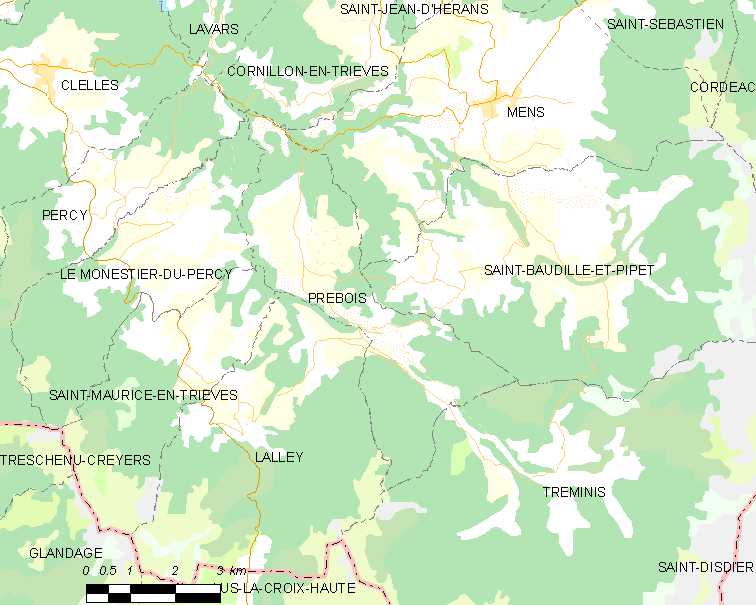
普雷布瓦的OSM定位图

普雷布瓦的时区为UTC+01:00、UTC+02:00（夏令时）。

## 行政
普雷布瓦的邮政编码为38710，INSEE市镇编码为38321。

## 政治
普雷布瓦所属的省级选区为马泰西讷-特列沃县。

## 人口

1962-2008年间普雷布瓦人口变化图示

普雷布瓦于2022年1月1日时的人口数量为172人。